# زياد بوعقل
الدكتور زياد بوعقل هو كاتب وباحث ومترجم لبناني.

## حياته الشخصية
ولد زياد بوعقل في بيروت عاصمة لبنان عام 1983. درس الثانوية في مدرسة الكرمل القديس يوسف. حصل على إجازة في الفلسفة من جامعة القديس يوسف. ثم انتقل إلى باريس في عام 2003 ليكمل دراساته العليا، وحصل على درجة الماجيستير من معهد العلوم السياسية عام 2005، وعلى شهادة الدكتوراه في العام 2012 في العلوم التاريخية والفيلولوجية من جامعة الدراسات التطبيقية العليا عن كتاب الضروري في أصول الفقه لابن رشد.

## حياته العملية
يعمل بوعقل باحثًا في المركز الوطني للبحث العلمي في باريس (مركز جان بيبين) وباحث ملحق بجامعة فريبورغ في ألمانيا، ومدرس للفلسفة العربية وأصول الفقه في دار المعلمين العليا في باريس، وفلسفة الفقه واللغة في جامعة جنيف.

## اهتمامات
تتركزاهتمامات بوعقل على دراسة فلسفة الفقه واللغة في الفكر الفلسفي والكلامي والفقهي في الحضارة العربية الإسلامية ويهتم بشكل خاص بفكر ابن رشد العملي وعلاقته بمحيطه الفكري والحضاري، والتنقيب والتحقيق في المخطوطات العربية الفلسفية. ومن آخر مشاريعه التحقق من مخطوط كلامي من القرن العاشر الميلادي.

## جوائز
- فاز بجائزة الترجمة عن جائزة الشيخ زايد للكتاب في دورتها الحادية عشرة 2016-2017،[3] بعد ترجمته كتاب الضرورى في أصول الفقه لابن رشد إلى القارئ  الفرنسى، صدر الكتاب في منشورات دى غرويتر عام 2015، صدر الكتاب باللغة الفرنسية تحت اسم ابن رشد: الفلسفة والشرع، حيث راعى الكاتب الحداثة في اللغة الفرنسية الحديثة.[4][5]